# Mauternský most
Mauternský most (německy Mauterner Brücke, dříve Stein-Mauterner Brücke) je silniční most přes Dunaj mezi městy Stein a Mautern an der Donau v Dolních Rakousích. Přes most vede silnice B33a.

## Historie
Podle archeologických nálezů byl přechod mez Mauternem a Steinem pravidelně využíván roku 100 n. l. Také v životopise svatého Severina je popsán přechod na trhy severně od Dunaje. Jižní břeh Dunaje strážil hrad Mautern, který náležel Pasovu, severní břehu byl vybudován Förthof, původně nazývaný Urfahr.

### Dřevěný most (1463)
Dne 17. června 1463 udělil císař Fridrichem III. Steinu a Kremži mostní privilegium, druhé po Vídni, které jí v roce 1439 umožnilo postavit první most přes Dunaj v celém Rakousku. Privilegium stanovilo, že most má být udržován Mauternem a že polovina výnosu z mýtného má být odváděna panovníkovi, který má také právo jmenovat mostmistra.
Podle popisu Martina Zeillera z roku 1679 měl 33 nebo 34 polí a údajně byl dlouhý 800 kroků. Protože byl most opakovaně poškozován povodněmi a ledem, musel mít mostní úřad vždy na skladě dřevo pro osm polí a pro devět mostních polí se dováželo na vorech. Po opravě byl dřevěný odpad prodán v aukci zájemcům, kteří nabídli nejvyšší cenu.
V roce 1876 byly na most instalovány lucerny, které spíše než k osvětlení mostu sloužily jako navigace pro lodní dopravu.
V roce 1881 byla ze Spitz do Lince zprovozněna řetězová paroplavba. Širší lodi měly problém s proplutím a docházelo ke kolizím s mostními pilíři. Jako opatření Dunajská paroplavební společnost (Donau-Dampfschiffahrts-Gesellschaft) nechala kolem roku 1885 postavit širší pole železné konstrukce.
Po dokončení výstavby nového mostu v roce 1895 Dunajská paroplavební společnost v dražbě odkoupila starý dřevěný most a nechala jej zbourat. Železné mostní pole bylo spuštěno na dva čluny a odvezeno. Nakonec byly vytaženy i piloty.

### Ocelový příhradový most (1895)
Stavba mostu císaře Františka Josefa byla zahájena v roce 1893 zadáním zakázky na spodní stavbu a rampy firmě E. Gaertner, která právě dokončila obdobné práce na části dunajského mostu v rumunském městě Cernavodă a přivezla do Mauternu své stavební zařízení, včetně základů tří říčních pilířů s železnými kesony.
Čtyři poloparabolické nosníky nosné konstrukce vyrobily renomované vídeňské firmy R. Ph. Waagner a Fabrik Ig. Gridl. Kratší trámový nosník nad severním břehem pochází od mostní společnosti Erste Böhmisch-Mährische Maschinenfabrik. Nosníky nebyly vyrobeny z kujného železa, jak bylo ještě krátce předtím běžné, ale z oceli vyrobené Siemens-Martinové peci. Betonová vozovka byla vydlážděna dřevěnými kostkami, které byly časem nahrazeny asfaltovým povrchem.
Most byl slavnostně otevřen 18. května 1895.
O velkém významu mostu svědčí skutečnost, že během první světové války mělo kremžské předmostí bránit asi 34 000 vojáků, pro které bylo v okruhu 5 kilometrů vybudováno pásmo bunkrů. Vzhledem k obrovskému rozsahu války pro obranu nebylo k dispozici dostatek mužů ani materiálu. Proto císařské a královské armádní velení nařídilo Společné armádě snížit počet bunkrů a od léta 1915 omezit rozšiřovací práce a k 1. květnu 1916 rozpustit velitelství předmostí.
Na konci druhé světové války byl most 8. května 1945 wehrmachtem částečně vyhozen do povětří, aby nepadl do sovětského rukou. Po skončení války byla obě jižní mostní pole během 60 dnů přestavěna německými válečnými zajatci pod sovětským dohledem za použití Roth-Waagnerova  mostního zařízení uloženého v Kremži a 30. září 1945 znovu otevřena sovětským maršálem Ivanem Stěpanovičem Koněvem a státním kancléřem Karlem Rennerem.

## Popis mostu
Most se skládá ze dvou historických částí: dvou poloparabolických nosníků dokončených v roce 1895 s trámovým nosníkem nad severním břehem a dvou jižních polí postavených v roce 1945 z Roth-Waagnera mostního zařízení. Roth-Waagnerové mostní zařízení je jasně rozpoznatelné díky příhradové konstrukci s rovnoběžnými pásy a mnoha šroubovými spoji.
Most je 374 m dlouhý a 11 m široký, včetně vně umístěných chodníků a cyklostezek. Poloparabolické nosníky a Roth-Waagnerovy nosníky jsou každý dlouhý 82,5 m, trámový nosník je dlouhý 42 m; nejsou na sebe přímo napojeny.
Most a dům správce mostu na severovýchodě je památkově chráněný.
V roce 2013 byla provedena rekonstrukce vozovky. V průběhu vlny veder téhož roku musel být most uzavřen kvůli poškození vysokými teplotami. Mostní nosník vyklouzl z ložiska.